# Tattoo (låt)

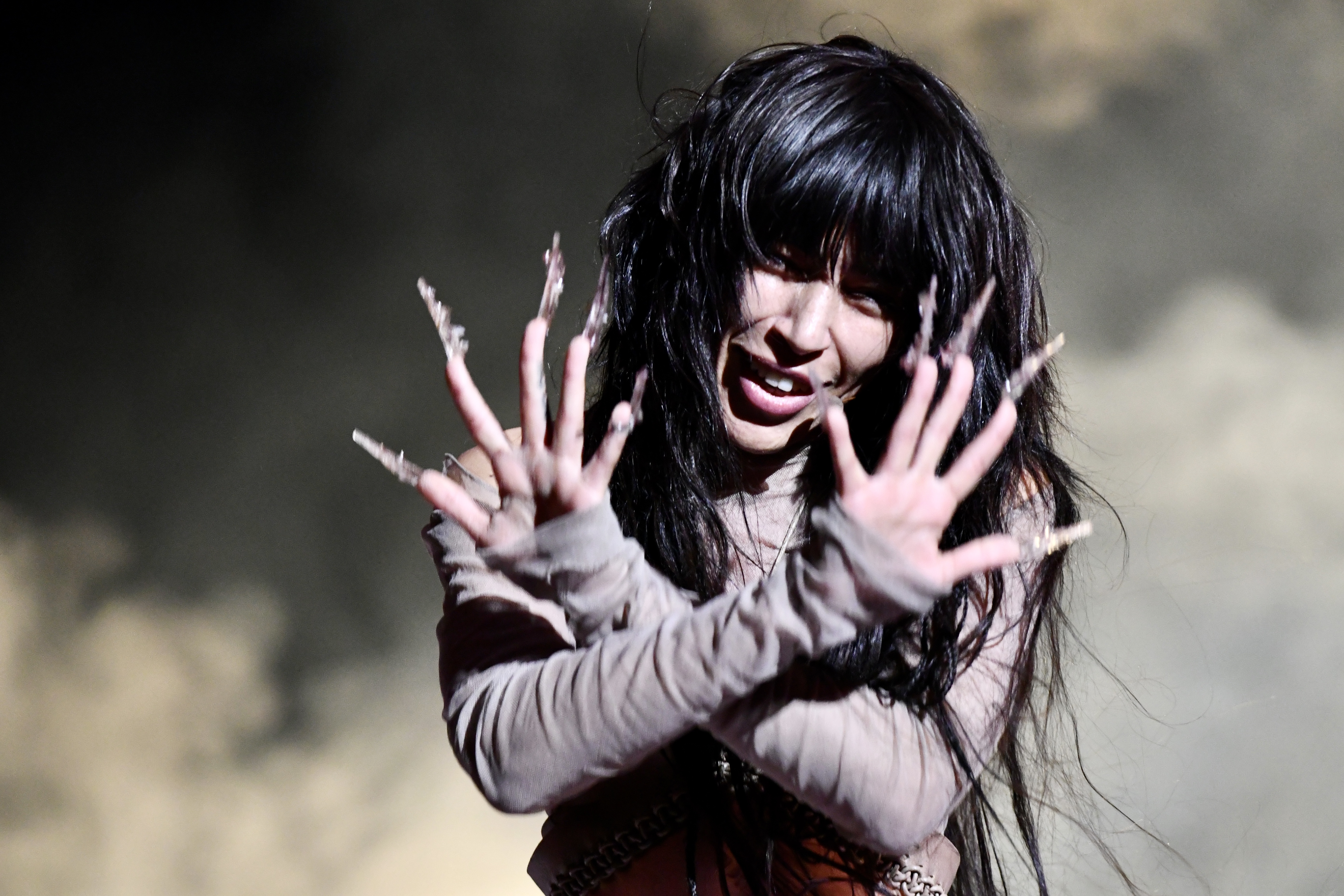
Loreen framför Tattoo fredagen före deltävlingen i Melodifestivalen 2023.

Tattoo är en låt framförd av Loreen i Melodifestivalen 2023. Låten vann Eurovision Song Contest 2023 efter ha utsetts till Sveriges bidrag genom sin vinst i Melodifestivalen 2023.
"Tattoo" är skriven av Jimmy "Joker" Thörnfeldt, Jimmy Jansson, Loreen, Cazzi Opeia, Peter Boström och Thomas G:son. Musikstilen är europop, och texten handlar om att kämpa för kärlek.

## Melodifestivalen
Framförandet i Melodifestivalen 2023 inleddes med att Loreen låg mellan två 16 kvadratmeter stora LED-bildskärmar. Den undre skärmen var dekorerad med sand och den övre skärmen satt på en kedjemonterad ställning som totalt vägde 1,8 ton och drevs av fyra motorer. Bidraget avslutades med en färgstark exploderande ljus- och rökshow. Tecknen som visades på skärm under showen var enligt Loreen berbersymboler från hennes nordafrikanska stam.
På Spotify slog låten Melodifestival-rekord med omkring 375 000 spelningar på mindre än två dygn.
Innan det första officiella framträdandet med bidraget i den fjärde deltävlingen läckte en pressvisning av det ut till allmänheten via sociala medier. Att offentliggöra bidrag för allmänheten innan premiären och utan tillstånd från SVT bryter mot SVT:s regler och bidraget riskerar då diskvalificering. Varje incident bedöms dock enskilt och enligt SVT var det inte aktuellt med diskvalificering i det här fallet.
Under det direktsända officiella framförandet i deltävlingen tog sig en aktivist upp på scenen och ansvariga tvingades att avbryta bidraget. Loreen fick därefter en ny chans att framföra bidraget i sin helhet.
Loreen vann sin deltävling och tog sig därmed direkt till final där hon stod som segrare. Tattoo blev därmed Sveriges bidrag i Eurovision Song Contest i Liverpool.

## Eurovision Song Contest
Inför Eurovision-tävlingarna i Liverpool var scenografin tvungen att ändras grund av de lokala bestämmelserna. Till förändringarna hörde mindre skärmstorlek och att Loreen framförde bidraget högre upp på en flyttbar piedestal.
Loreen tävlade med Tattoo i den första semifinalen den 9 maj och tog sig vidare till den stora finalen som hölls den 13 maj, där den vann. Hon blev därmed den andra artisten i historien att vinna ESC två gånger, och den första kvinnliga artisten att göra det.